# 官報の発行に関する法律
官報の発行に関する法律（かんぽうのはっこうにかんするほうりつ、令和5年法律第85号、通称官報発行法、官報法または官報電子化法）は、官報の発行主体、官報に掲載すべき事項、官報の発行の方法等に関する日本の法律である（第1条）。
2023年（令和5年）12月13日に公布された。2024年（令和6年）9月27日に公布した「官報の発行に関する法律の施行期日を定める政令」（令和6年政令第309号）により、2025年（令和7年）4月1日より施行された。ただし、附則4条および6条は公布の日より施行。
本法律の下位法令として、「官報の発行に関する内閣府令」（令和6年内閣府令第80号）が存在する。同府令制定に伴い、それまで官報の発行を慣習法の一部として規律していた「官報及び法令全書に関する内閣府令」（昭和24年総理府・大蔵省令第1号）は廃止されることとなった。
内閣府大臣官房総務課が所管し、独立行政法人国立印刷局官報部と連携して執行にあたる。

## 構成
- 第1章 総則（第1条）
- 第2章 官報の発行主体（第2条）
- 第3章 官報の掲載事項（第3条・第4条）
- 第4章 官報の発行の方法等（第5条 - 第11条）
- 第5章 雑則（第12条 - 第17条）
- 第6章 罰則（第18条 - 第21条）
- 附則

## 内容
この法律は、慣習により発行されてきた官報の発行について成文法で規定する法律である。
- この法律により、官報の発行は内閣総理大臣が行うこととされた（第2条）。
- 法令の公布並びに処分の要件を定める告示及びそれに類する告示として内閣府令で定めるものの公示は官報により行うこととされた（第3条）。
- 官報の発行は電磁的記録（官報ファイル）により行うこととされ、公衆の閲覧はインターネットを介する方法によって実施されることが原則とされた（第5条）。
- 法令等の官報ファイルについては継続的に閲覧を可能とすることとされた（第8条）。
- 官報ファイルの写しとしての位置付けで、官報記載事項の書面による提供（書面官報）も当面の間継続されることとされた（第10条）。
- 大規模災害等の非常事態が発生した場合、内閣総理大臣は内閣府令の定めにより、内閣府の掲示場に書面官報を掲示することにより官報の発行を行うことができる（第11条）。
- 書面官報の提供の受託者について、官報発行までの間に官報の内容を漏らす等の秘密漏示が禁じられ、罰則（1年以下の拘禁刑又は50万円以下の罰金）が設けられた（第14条・第18条）。

なお、本法とともに可決、成立した「官報の発行に関する法律の施行に伴う関係法律の整備に関する法律」（令和5年法律第86号）により、内閣府設置法及び独立行政法人国立印刷局法における両機関の所掌事務又は業務から「法令全書」の語が削除され、法令全書は、法律に根拠を置く国立印刷局の編纂物としては廃止されることが決定した。